# 印度の林檎
印度の林檎（いんどのりんご）は、日本のお笑い芸人で、ピン芸人。
過去にはワタナベエンターテインメント、ホリプロコム、代官山プロダクションに所属。2009年、トミウラタカユ機、タンデム・シップとともに笑業団体しきかけ一味を結成。2014年に個人事務所「あっぷるファクトリーエンターテインメント」を設立し、代表取締役を務めている。

## 来歴
- 第一回全国大学生お笑い選手権個人部門優勝
- R-1ぐらんぷり2013 準決勝進出